# OK-jolle
OK-jolle är en enmansjolle med ett storsegel. OK-jollen konstruerades 1957 av Knud Olsen som en träningsbåt för ungdomar före övergången till den större finnjollen. OK-jollen blev dock för svårseglad för lättare juniorer genom den relativt stora segelytan, men blev mycket populär bland lite äldre ungdomar i övre tonåren. Ok-jollens roll som ungdoms- och instegsbåt till mer avancerade klasser övertogs så småningom i huvudsak av den mindre riggade Laser-jollen och Laser Radial för lättare juniorer.
OK-jollen seglas internationellt i huvudsak som senior jolle med VM, EM och internationella mästerskap. Svenskar som vunnit VM är bland andra Göran Andersson, Kent Karlsson, Bo-Staffan Andersson, Per Hägglund, Mats Caap och Thomas Hansson-Mild.
OK-jollens användning i Sverige är mest koncentrerad till Kalmar, Onsala, Getskär, Alingsås, Viken och Stockholm.